# 진 쉘던

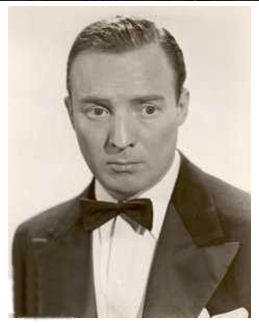

진 쉘던(Gene Sheldon, 1908년 2월 1일 ~ 1982년 5월 1일)은 미국의 배우, 텔레비전 배우, 영화배우이다.
콜럼버스에서 태어났다.

## 방송
- 조로

## 영화
- 장난감 나라 (1961년)
- 조로, 더 어벤저 (1959년)
- 조로의 싸인 (1958년)
- 조로 (1957년)
- 디즈니랜드 (1954년) - 베르나르도 역
- 골든 걸 (1951년)
- 웨어 두 위 고 프럼 히어? (1945년)
- 돌리 시스터스 (1945년)
- 쇼 비즈니스 (1944년)
- 로버타 (1935년)